# Corona 89
Corona 89 – amerykański satelita rozpoznawczy do wykonywania zdjęć powierzchni Ziemi. Czternasty statek serii KeyHole-4A tajnego programu CORONA. Misja udana – obie kapsuły powrotne opadły do Oceanu Spokojnego.

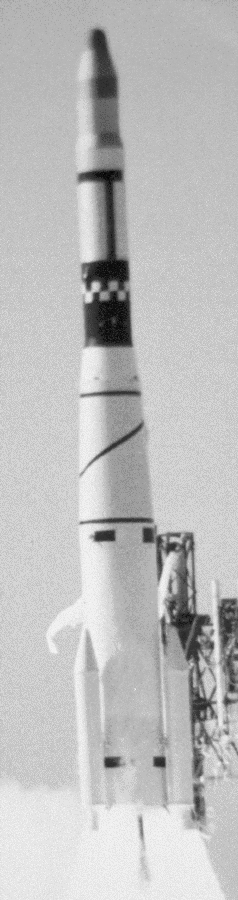
Start rakiety Thor Agena D z satelitą Corona 89